# Gran Premio motociclistico d'Olanda 1984
Il Gran Premio motociclistico d'Olanda fu l'ottavo appuntamento del motomondiale 1984; si è trattato della 54ª edizione del Gran Premio motociclistico d'Olanda, 36ª valida per il motomondiale dalla sua istituzione nel 1949.
Si svolse sabato 30 giugno 1984 sul circuito di Assen, rinnovato e accorciato rispetto alle edizioni precedenti, e corsero tutte le classi. I vincitori delle gare in singolo furono Randy Mamola in classe 500, Carlos Lavado in classe 250, Ángel Nieto in classe 125 e Jorge Martínez in classe 80. Tra i sidecar trionfò l'equipaggio Rolf Biland-Kurt Waltisperg.

## Classe 500
Prima vittoria stagionale in classe regina per lo statunitense Randy Mamola giunto davanti al francese Raymond Roche e all'altro statunitense Eddie Lawson. Quest'ultimo, grazie anche al ritiro del maggior concorrente nella lotta al titolo, Freddie Spencer che qui vede interrotta la sua serie di tre vittorie consecutive, vede sempre più consolidata la sua posizione al vertice della classifica provvisoria, ora guidata con 27 punti di vantaggio.

### Arrivati al traguardo
| Pos. | Pilota              | Moto       | Tempo    | Griglia | Punti |
| ---- | ------------------- | ---------- | -------- | ------- | ----- |
| 1    | Randy Mamola        | Honda      | 45.48.88 | 3       | 15    |
| 2    | Raymond Roche       | Honda      | 45.49.16 | 4       | 12    |
| 3    | Eddie Lawson        | Yamaha     | 45.50.86 | 1       | 10    |
| 4    | Ron Haslam          | Honda      | 46.34.49 | 2       | 8     |
| 5    | Wayne Gardner       | Honda      | 46.51.40 | 8       | 6     |
| 6    | Tadahiko Taira      | Yamaha     | 47.01.44 | 10      | 5     |
| 7    | Gustav Reiner       | Suzuki     | 47.14.57 | 9       | 4     |
| 8    | Takazumi Katayama   | Honda      | 47.21.45 | 16      | 3     |
| 9    | Reinhold Roth       | Honda      | 47.27.22 | 23      | 2     |
| 10   | Eero Hyvärinen      | Suzuki     | 47.34.85 | 14      | 1     |
| 11   | Mark Salle          | Suzuki     | 47.39.64 | 15      |       |
| 12   | Steve Parrish       | Yamaha     | 47.48.79 | 19      |       |
| 13   | Keith Huewen        | Suzuki     | 47.56.90 | 22      |       |
| 14   | Wolfgang von Muralt | Suzuki     | 48.01.93 | 13      |       |
| 15   | Christian Le Liard  | Chevallier | 1 giro   | 25      |       |
| 16   | Paul Lewis          | Suzuki     | 1 giro   | 20      |       |
| 17   | Henk de Vries       | Suzuki     | 1 giro   | 27      |       |
| 18   | Walter Migliorati   | Suzuki     | 1 giro   | 24      |       |
| 19   | Lorenzo Ghiselli    | Suzuki     | 1 giro   | 30      |       |
| 20   | Leandro Becheroni   | Suzuki     | 1 giro   | 34      |       |
| 21   | Brett Hudson        | Suzuki     | 1 giro   | 32      |       |
| 22   | Maarten Duyzers     | Suzuki     | 1 giro   | 35      |       |
| 23   | Chris Guy           | Suzuki     | 2 giri   | 33      |       |

### Ritirati
| Pilota             | Moto       | Motivo | Griglia |
| ------------------ | ---------- | ------ | ------- |
| Henk van der Mark  | Honda      |        | 21      |
| Fabio Biliotti     | Honda      |        | 37      |
| Sergio Pellandini  | Suzuki     |        | 12      |
| Barry Sheene       | Suzuki     |        | 7       |
| Hervé Moineau      | Cagiva     |        | 17      |
| Didier de Radiguès | Chevallier |        | 6       |
| Massimo Broccoli   | Honda      |        | 31      |
| Freddie Spencer    | Honda      |        | 5       |
| Virginio Ferrari   | Yamaha     |        | 11      |
| Marco Lucchinelli  | Cagiva     |        | 36      |
| Klaus Klein        | Suzuki     |        | 29      |
| Rob Punt           | Suzuki     |        | 28      |
| Dave Petersen      | Suzuki     |        | 18      |

## Classe 250
Nella quarto di litro vittoria per il venezuelano Carlos Lavado, al primo successo della stagione e che bissa il successo dell'anno precedente. Ha preceduto al traguardo lo svizzero Jacques Cornu e il tedesco Manfred Herweh.
Nella corsa al titolo della categoria resta sempre però in vantaggio il francese Christian Sarron, qui costretto al ritiro, davanti a Herweh e ad Anton Mang.

### Arrivati al traguardo
| Pos. | Pilota                 | Moto      | Tempo    | Griglia | Punti |
| ---- | ---------------------- | --------- | -------- | ------- | ----- |
| 1    | Carlos Lavado          | Yamaha    | 45.23.27 | 1       | 15    |
| 2    | Jacques Cornu          | Yamaha    | 45.26.17 | 6       | 12    |
| 3    | Manfred Herweh         | Rotax     | 45.27.48 | 3       | 10    |
| 4    | Anton Mang             | Yamaha    | 45.30.47 | 11      | 8     |
| 5    | Guy Bertin             | MBA       | 45.33.39 | 2       | 6     |
| 6    | Teruo Fukuda           | Yamaha    | 45.37.73 | 14      | 5     |
| 7    | Siegfried Minich       | Yamaha    | 46.07.17 | 17      | 4     |
| 8    | Stéphane Mertens       | Yamaha    | 46.14.28 | 9       | 3     |
| 9    | Andy Watts             | Rotax     | 46.25.95 | 19      | 2     |
| 10   | Karl-Thomas Grässel    | Yamaha    | 46.34.19 | 31      | 1     |
| 11   | Patrick Fernandez      | Yamaha    | 46.34.83 | 10      |       |
| 12   | Wayne Rainey           | Yamaha    | 46.39.27 | 4       |       |
| 13   | Harald Eckl            | Rotax     | 46.42.48 | 23      |       |
| 14   | Jean-Michel Mattioli   | Yamaha    | 46.50.72 | 21      |       |
| 15   | Sito Pons              | Rotax     | 46.57.86 | 13      |       |
| 16   | Tony Head              | Rotax     | 47.04.89 | 25      |       |
| 17   | Cees Doorakkers        | Yamaha    | 47.29.14 | 28      |       |
| 18   | Peter Looijesteijn     | Rotax     | 47.46.27 | 20      |       |
| 19   | Tony Rogers            | Armstrong | 1 giro   | 33      |       |
| 20   | Ivan Palazzese         | Yamaha    | 1 giro   | 22      |       |
| 21   | Jean-Louis Guignabodet | Yamaha    | 1 giro   | 35      |       |
| 22   | Mar Schouten           | Yamaha    | 1 giro   | 26      |       |
| 23   | Martin Wimmer          | Yamaha    | 2 giri   | 7       |       |

### Ritirati
| Pilota              | Moto       | Motivo | Griglia |
| ------------------- | ---------- | ------ | ------- |
| Christian Sarron    | Yamaha     |        | 5       |
| Alan Carter         | Yamaha     |        | 34      |
| Michel Siméon       | Honda      |        | 36      |
| Thierry Espié       | Chevallier |        | 8       |
| Roland Freymond     | Yamaha     |        | 29      |
| Hans Becker         | Yamaha     |        | 24      |
| Jacques Bolle       | Pernod     |        | 32      |
| Thierry Rapicault   | Yamaha     |        | 27      |
| Richard Hubin       | Yamaha     |        | 18      |
| August Auinger      | Monnet     |        | 16      |
| Jean-François Baldé | Pernod     |        | 12      |
| Donnie McLeod       | Yamaha     |        | 15      |
| René Delaby         | Yamaha     |        | 30      |

## Classe 125
Continua il dominio assoluto nella categoria da parte dello spagnolo Ángel Nieto che ottiene il quinto successo su cinque gare disputate, mentre il suo compagno di squadra alla Garelli, l'italiano Eugenio Lazzarini si aggiudica per la terza volta il secondo posto. Sul terzo gradino del podio lo svizzero Hans Müller.
Al pilota iberico ormai mancano pochissimi punti per la certezza matematica del titolo, mancando oltretutto solamente tre gare al termine della stagione.

### Arrivati al traguardo
| Pos. | Pilota             | Moto    | Tempo    | Griglia | Punti |
| ---- | ------------------ | ------- | -------- | ------- | ----- |
| 1    | Ángel Nieto        | Garelli | 40.42.89 | 3       | 15    |
| 2    | Eugenio Lazzarini  | Garelli | 40.42.99 | 2       | 12    |
| 3    | Hans Müller        | MBA     | 40.50.97 | 7       | 10    |
| 4    | Jean-Claude Selini | MBA     | 41.00.88 | 8       | 8     |
| 5    | Stefano Caracchi   | MBA     | 41.03.17 | 11      | 6     |
| 6    | August Auinger     | MBA     | 41.07.89 | 1       | 5     |
| 7    | Bruno Kneubühler   | MBA     | 41.26.49 | 6       | 4     |
| 8    | Henk van Kessel    | MBA     | 41.27.71 | 19      | 3     |
| 9    | Neil Robinson      | MBA     | 41.42.28 | 22      | 2     |
| 10   | Anton Straver      | MBA     | 41.43.76 | 20      | 1     |
| 11   | Ton Spek           | MBA     | 41.44.32 | 18      |       |
| 12   | Alfred Waibel      | Waibel  | 41.44.63 | 16      |       |
| 13   | Gerhard Waibel     | Real    | 41.55.36 | 15      |       |
| 14   | Willy Pérez        | MBA     | 42.03.15 | 25      |       |
| 15   | Olivier Liegeois   | MBA     | 42.18.18 | 23      |       |
| 16   | Jussi Hautanimi    | MBA     | 42.31.07 | 30      |       |
| 17   | Peter Balaz        | MBA     | 42.40.35 | 32      |       |
| 18   | Helmut Lichtenberg | MBA     | 42.40.56 | 28      |       |
| 19   | Jan Eggens         | EGA     | 42.49.70 | 27      |       |
| 20   | Tony Smith         | Casal   | 42.56.38 | 26      |       |
| 21   | Jacky Hutteau      | MBA     | 43.31.97 | 35      |       |
| 22   | Alojz Pavlič       | MBA     | 1 giro   | 33      |       |
| 23   | Hubert Abold       | MBA     | 1 giro   | 21      |       |

### Ritirati
| Pilota           | Moto      | Motivo | Griglia |
| ---------------- | --------- | ------ | ------- |
| Fausto Gresini   | Garelli   |        | 5       |
| Lucio Pietroniro | MBA       |        | 10      |
| Maurizio Vitali  | MBA       |        | 4       |
| Luca Cadalora    | MBA       |        | 9       |
| Erich Klein      | MBA       |        | 13      |
| Håkan Olsson     | Starol    |        | 17      |
| Johnny Wickström | MBA       |        | 12      |
| Willem Heykoop   | Sanvenero |        | 24      |
| Willy Hupperich  | MBA       |        | 31      |
| Ezio Gianola     | MBA       |        | 14      |
| Boy van Erp      | MBA       |        | 34      |
| Martin van Soest | MBA       |        | 29      |
| Peter Sommer     | MBA       |        | 36      |

## Classe 80
Nella classe di minor cilindrata del mondiale lo spagnolo Jorge Martínez ha ottenuto la sua prima vittoria iridata, alla guida di una moto anch'essa spagnola, la Derbi. Alle sue spalle l'olandese Hans Spaan e il tedesco Hubert Abold, mentre la classifica iridata è sempre guidata dallo svizzero Stefan Dörflinger ritiratosi in questa occasione.

### Arrivati al traguardo
| Pos. | Pilota              | Moto       | Tempo    | Griglia | Punti |
| ---- | ------------------- | ---------- | -------- | ------- | ----- |
| 1    | Jorge Martínez      | Derbi      | 32.30.80 | 5       | 15    |
| 2    | Hans Spaan          | Huvo-Casal | 32.30.96 | 2       | 12    |
| 3    | Hubert Abold        | Zündapp    | 32.50.34 | 10      | 10    |
| 4    | Gerhard Waibel      | Real       | 33.03.37 | 6       | 8     |
| 5    | Willem Heykoop      | Huvo-Casal | 33.05.36 | 3       | 6     |
| 6    | Pier Paolo Bianchi  | Huvo-Casal | 33.09.19 | 4       | 5     |
| 7    | George Looijesteijn | Casal      | 33.50.71 | 9       | 4     |
| 8    | Hans Müller         | Sachs      | 33.50.72 | 7       | 3     |
| 9    | Theo Timmer         | Casal      | 33.51.17 | 8       | 2     |
| 10   | Paul Rimmelzwaan    | Harmsen    | 34.14.96 | 11      | 1     |
| 11   | Zdravko Matulja     | Tomos      | 34.33.40 | 19      |       |
| 12   | Hans Koopman        | Kreidler   | 34.41.97 | 13      |       |
| 13   | Bertus Grinwis      | Casal      | 34.42.16 | 18      |       |
| 14   | Bernd Rossbach      | Casal      | 34.42.73 | 22      |       |
| 15   | Aad Wijsman         | Harmsen    | 34.57.66 | 14      |       |
| 16   | Jos van Dongen      | Sachs      | 35.14.61 | 25      |       |
| 17   | Bert Smit           | BZ         | 35.26.71 | 16      |       |
| 18   | Johann Auer         | Eberhardt  | 1 giro   | 21      |       |
| 19   | Chris Baert         | Eberhardt  | 1 giro   | 15      |       |
| 20   | Serge Julin         | Casal      | 1 giro   | 12      |       |
| 21   | Eico Rispens        | Ripens     | 1 giro   | 23      |       |
| 22   | Reiner Koster       | Casal      | 1 giro   | 30      |       |
| 23   | Günter Schirnhofer  | Honda      | 1 giro   | 28      |       |
| 24   | Mika-Sakari Komu    | Eberhardt  | 2 giri   | 31      |       |
| 25   | Inge Arends         | Jas        | 2 giri   | 32      |       |

### Ritirati
| Pilota            | Moto     | Motivo | Griglia |
| ----------------- | -------- | ------ | ------- |
| Stefan Dörflinger | Zündapp  |        | 1       |
| Gerhard Bauer     | Ziegler  |        | 24      |
| Otto Machinek     | Kreidler |        | 20      |
| Rainer Kunz       | FKN      |        | 17      |
| Hans Hummel       | Hummel   |        | 26      |
| Thomas Engl       | Sachs    |        | 29      |

## Classe sidecar

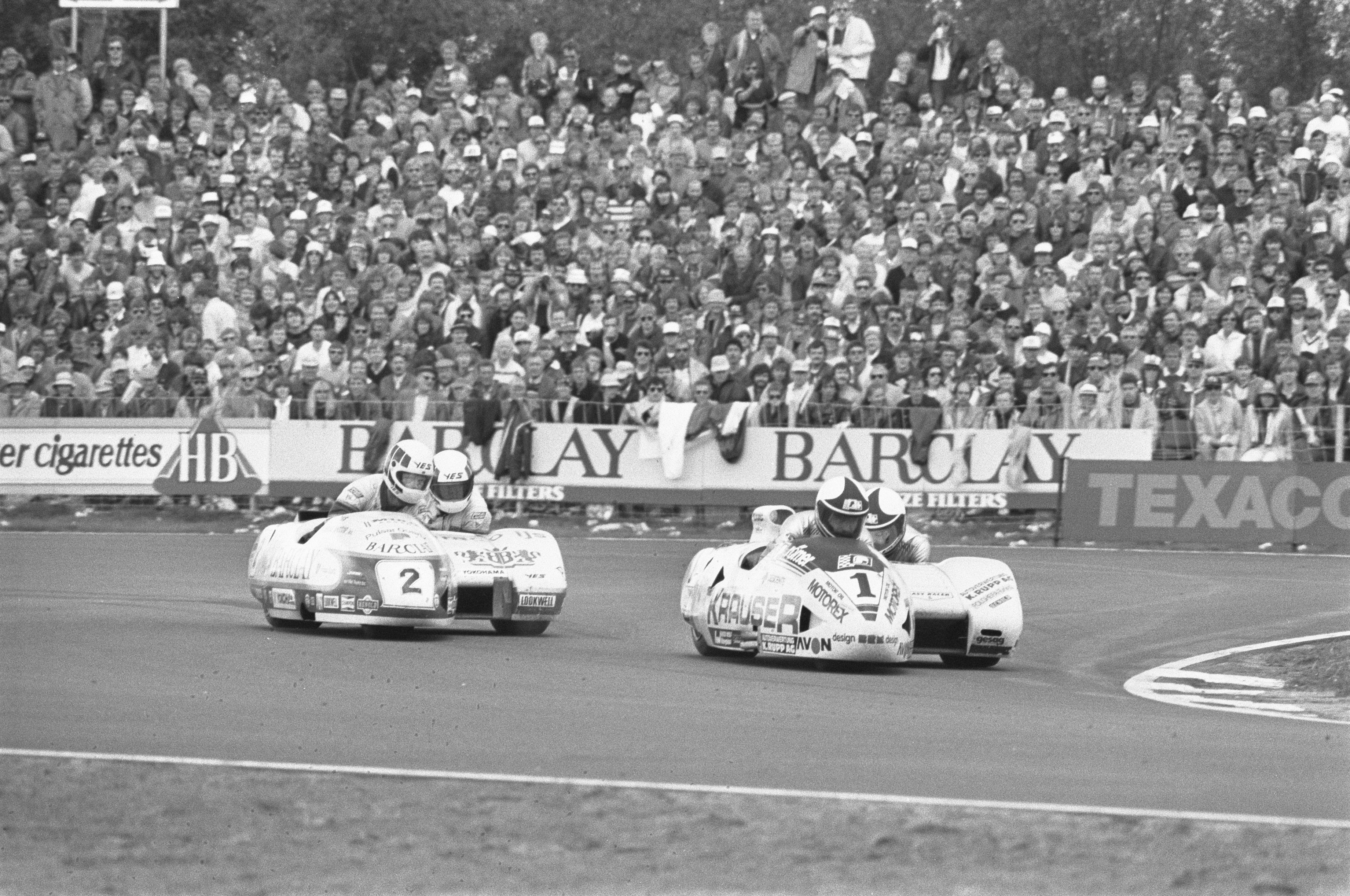
Una fase del duello tra Biland/Waltisperg (n. 1) e Streuer/Schnieders (n. 2)

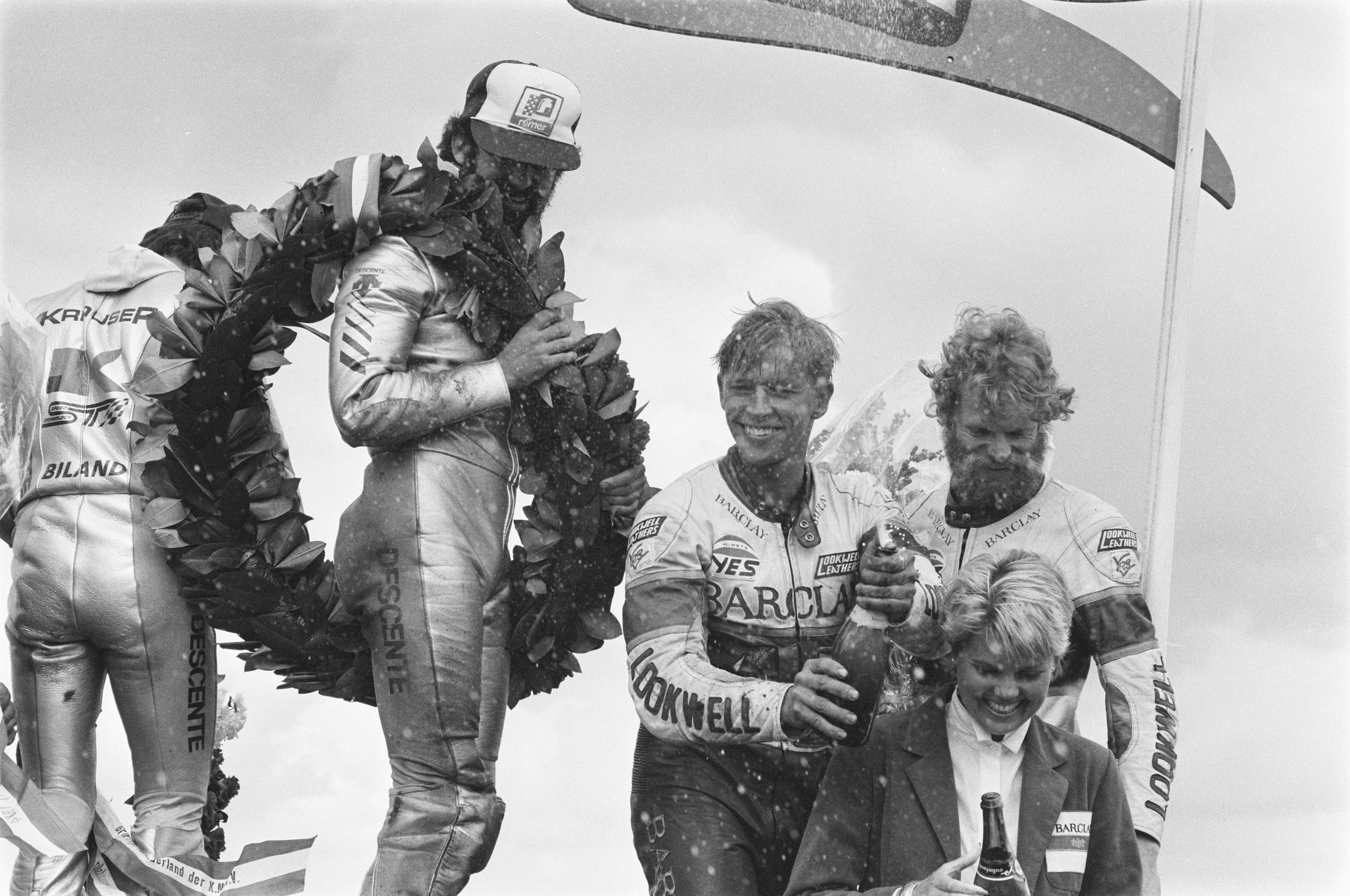
La festa sul podio

In una corsa condizionata dalla pioggia i campioni in carica svizzeri Rolf Biland-Kurt Waltisperg si impongono dopo un duello sull'equipaggio di casa Egbert Streuer-Bernard Schnieders; gli olandesi restano comunque saldamente al comando della classifica, grazie anche al ritiro in questa gara di quelli che finora erano i principali avversari, Alain Michel-Jean-Marc Fresc.
A tre GP dal termine della stagione la graduatoria vede Streuer a 52 punti, Werner Schwärzel ora secondo a 38, Michel a 32 e Biland a 30.

### Arrivati al traguardo (posizioni a punti)[5]
| Pos | Pilota               | Passeggero         | Moto          | Tempo    | Punti |
| --- | -------------------- | ------------------ | ------------- | -------- | ----- |
| 1   | Rolf Biland          | Kurt Waltisperg    | LCR-Yamaha    | 38'44"58 | 15    |
| 2   | Egbert Streuer       | Bernard Schnieders | LCR-Yamaha    | 38'46"11 | 12    |
| 3   | Werner Schwärzel     | Andreas Huber      | LCR-Yamaha    | 39'29"45 | 10    |
| 4   | Steve Abbott         | Shaun Smith        | Windle-Yamaha | 39'39"22 | 8     |
| 5   | Markus Egloff        | Urs Egloff         | LCR-Yamaha    | 40'37"35 | 6     |
| 6   | Dennis Bingham       | Julia Bingham      | LCR-Yamaha    | 40'50"46 | 5     |
| 7   | Alfred Zurbrügg      | Martin Zurbrügg    | LCR-Yamaha    | 41'08"61 | 4     |
| 8   | Masato Kumano        | Helmut Diehl       | LCR-Yamaha    | 41'09"22 | 3     |
| 9   | Hans-Rudi Christinat | Markus Fährni      | LCR-Yamaha    | +1 giro  | 2     |
| 10  | Graham Gleeson       | Kurt Rothenbühler  | Windle-Yamaha |          | 1     |